# Zeremonielle Bali-Axt
Die zeremonielle Bali-Axt ist eine zeremonielle Waffe aus Bali.

## Beschreibung
Die zeremonielle Bali-Axt hat unterschiedliche Klingen, die manchmal beilförmig sind, aber auch fantasievolle Formen haben können, die einen religiösen oder mythologischen Hintergrund haben. Zusätzlich sind die Klingen oft mit Motiven aus der Mythologie des Hinduismus verziert. Das Heft besteht aus Holz oder Metall und variiert in der Form. Diese Äxte werden von Ethnien aus Bali benutzt.